# Lena Paugam
Vous pouvez aider à l'améliorer ou bien discuter des problèmes sur sa page de discussion.
- Son admissibilité est à vérifier. Motif : aucune source secondaire centrée. Vous êtes invité à le compléter pour expliciter son admissibilité, en y apportant des sources secondaires de qualité. (Marqué depuis août 2025)
- Il contient trop de sources pour sa longueur. Vous pouvez aider en retirant les sources superflues. (Marqué depuis août 2025)
- Son texte doit être wikifié : il ne correspond pas à la mise en forme Wikipédia (style, typographie, liens internes, liens entre les wikis, etc.). (Marqué depuis août 2025)
- Sa forme n’est pas encyclopédique et ressemble trop à un curriculum vitæ. Modifiez le texte pour aider à le transformer en article neutre. (Marqué depuis août 2025)
- Il cherche trop à mettre son sujet en valeur en recourant immodérément au name dropping. Modifiez l'article pour lui faire adopter un ton neutre. (Marqué depuis août 2025)
- Il a besoin d'un nouveau plan. (Marqué depuis août 2025)

Lena Paugam, née le 14 novembre 1986 à Saint-Brieuc, est une metteuse en scène, dramaturge et comédienne française.

## Biographie

### Jeunesse et formation
Lena Paugam naît à Saint-Brieuc, dans les Côtes d’Armor. Issue d’une famille de six enfants, elle est la troisième fille du sociologue Serge Paugam et de Martine Gauffeny, militante pour le droit des otages et cofondatrice de l’association Otages du Monde.
Après une hypokhâgne et une khâgne au lycée Molière à Paris, elle étudie la philosophie à Paris 1, et l’esthétique théâtrale à la Sorbonne Nouvelle.
En 2008, dans le cadre de son master de recherche sur les dramaturgies contemporaines, elle fait la connaissance de l’autrice Noëlle Renaude, lui consacre deux mémoires de recherche sous la direction de Jean-Pierre Sarrazac et collabore en 2010 à l’ouvrage collectif Noëlle Renaude, Atlas alphabétique d’un nouveau monde, ouvrage dirigé par Michel Corvin  avec la rédaction des articles « 11 (onze) », « Trou » et « Vision tabulaire ».
A Paris, elle initie sa formation de comédienne au Conservatoire municipal Frédéric Chopin du XVe arrondissement de Paris, sous la direction de Liza Viet puis entre en 2009 au Conservatoire National Supérieur d’Art Dramatique de Paris. Elle y est notamment formée par Jean Damien Barbin, Denis Podalydés, Yvo Mentens, et Caroline Marcadé.
En 2012, à sa sortie du CNSAD, Lena Paugam intègre la première promotion du doctorat d’art-création SACRe (Science Art Création Recherche) proposé par l’Université Paris Sciences et Lettres. En tant qu’artiste-chercheuse, elle soutient en février 2017 sa thèse de doctorat intitulée Dépasser le présent - Le désir de l’acteur à l’épreuve des dramaturgies de la sidération, sous la direction du théoricien Jean-Loup Rivière et du chorégraphe Thierry Thieû Niang.
En 2016, elle signe également un article intitulé « Nommer pour conjurer la mort : le désir d'exister dans le théâtre de Sony Labou Tansi » paru dans Le théâtre de Sony Labou Tansi, textes réunis par Julie Peghini et Xavier Garnier.

### Carrière
En 2012, elle crée la compagnie Lyncéus-Théâtre implantée à Binic, dans les Côtes d’Armor. Cette association porte les créations sur lesquelles s’appuient les recherches qu’elle mène dans le cadre de son doctorat en recherche-création sur le rapport entre désir et sidération dans les dramaturgies contemporaines. Dans ce cadre, elle s’intéresse tout particulièrement aux notions de « présence » et de « rythme » dans le jeu de l’acteur de théâtre. Elle constitue un corpus de création rassemblé au sein d’un cycle intitulé « La Crise du désir – états de suspension, espaces d’incertitude » et met ainsi en scène : en 2013, Simon (Tête d’Or – Partie 1), de Paul Claudel, en 2013, Solo, de Samuel Beckett, en 2013, Détails, de Lars Norén, en 2014, Et, dans le regard, la tristesse d’un paysage de nuit, d’après Les Yeux bleus, cheveux noirs, de Marguerite Duras, en 2015, Le 20 Novembre, de Lars Norén.
En 2014, en tant que comédienne pour le cinéma, Lena Paugam interprète le rôle d’Elisabeth dans le film de Philippe Garrel, L’Ombre des femmes, sélectionné pour la Quinzaine des réalisateurs au festival de Cannes 2015. Remarquée pour ce rôle, elle est nommée aux Révélations féminines des Césars en 2016.
En 2014, avec les artistes Fanny Sintès et Aurélie Lemaignen, elle fonde le Lyncéus Festival, manifestation culturelle dédiée aux écritures sous toutes leurs formes dans l’espace public se tenant dans la commune de Binic. En septembre 2015, à l’issue de la deuxième édition du Lyncéus festival, Lena Paugam choisit de reconfigurer le projet associatif de la compagnie Lyncéus et d’en faire un collectif qui, dès lors, accueille également en son sein les artistes Sébastien Depommier, Antonin Fadinard et François Hébert.
Entre 2014 et 2018, Lena Paugam est artiste associée à La Passerelle – scène nationale de Saint-Brieuc.
La pièce Et, dans le regard, la tristesse d’un paysage de nuit est créée dans quatre versions scéniques différentes. La forme finale est présentée en 2015 dans le cadre du festival Mettre en scène proposé par le Théâtre National de Bretagne et sélectionnée pour le festival Impatience en 2016.
En 2015, elle commande respectivement à deux jeunes dramaturges une variation autour des Trois Sœurs d’Anton Tchekhov pour composer le diptyque Au point mort d’un désir brûlant. La première partie intitulée Les Sidérées est écrite par Antonin Fadinard et créée d'abord en version in situ au Lyncéus festival, puis dans une forme littéraire étendue pour la version en salle présentée en 2016 au Théâtre National de Bretagne. La seconde partie intitulée Les Cœurs tétaniques, écrite par Sigrid Carré Lecoindre, est interprétée par les mêmes acteurices. Elle est créée dans un dispositif scénographique déambulatoire et labyrinthique sur le plateau du T2G – centre dramatique national de Gennevilliers.
Après sa soutenance de thèse, en 2017, Lena Paugam fait le choix de fonder, avec Philippe Sachet et Peggy Loret-Barrot, une nouvelle structure associative, la Compagnie Alexandre, pour mener des projets artistiques personnels hors des dynamiques de production du Collectif Lyncéus. A partir de cette période, elle distinguera de plus en plus son activité de metteuse en scène, de son engagement artistique au sein du collectif Lyncéus où elle se consacrera plus spécifiquement au développement du projet culturel de territoire du Lyncéus festival proposant un repérage des auteur.ice.s émergentes et un accompagnement vers la création et la publication des œuvres issues de l’appel à projet annuel du Lyncéus festival.
En 2018, elle crée avec l’autrice Sigrid Carré Lecoindre le spectacle Hedda salué par la critique lors de sa présentation au théâtre de la Manufacture dans le cadre du festival d’Avignon. Cette pièce, librement inspirée du livre Surviving intimate terrorism d’Hedda Nussbaum, aborde la question du silence qui entoure les violences conjugales. Elle est la première d’un cycle de création intitulé « Portraits de femmes emmurées ».
En 2019, avec le chorégraphe Thierry Thieû Niang, Lena Paugam reprend une performance proposée dans le cadre du Lyncéus festival sous le titre Echo, ou la parole est un miroir muet, d’après un texte du poète Xavier Maurel. La pièce, créée à la scène nationale de Châteauvallon, est destinée à être jouée dans la forêt, interprétée par Lena Paugam, accompagnée par un chœur de vingt danseurs amateur.ice.s, au sein d’un dispositif sonore immersif signé par Aria Delacelle.
En 2019, avec la poétesse Milène Tournier et le concepteur son Lucas Lelièvre, elle est invitée par la Péniche La Pop – incubateur artistique et citoyen, à proposer une petite forme théâtrale à partir du thème des amours adolescentes contrariées et d’un lamento de la compositrice baroque Barbara Strozzi intitulé « Lagrime mie ». Ensemble, iels inventent Lamentito. Il s’agit du point de départ d’un travail de deux années de composition dramaturgique avec Milène Tournier qui donnera naissance au texte et au spectacle De la disparition des larmes, mis en scène et interprété par Lena Paugam. Avec cette pièce, Milène Tournier est lauréate du Prix Jacques-Scherer en 2023.
En 2019, l’autrice trans Laurène Marx, sélectionnée dans le cadre de l’appel à projet 2019 du Lyncéus festival, propose à Lena Paugam de mettre en scène et d’interpréter le texte Pour un temps sois peu. Il est finalement décidé que Lena Paugam mettra en scène le texte qui sera interprété par Hélène Rencurel, comédienne permanente du Lyncéus festival. L’édition 2020 du Lyncéus Festival est annulée en raison de la pandémie Covid-19. En octobre 2020, l’autrice Laurène Marx est lauréate de l’Aide à la création Artcena pour son texte Pour un temps sois peu. En juin 2021, la pièce est créée en version in situ dans le cadre du Lyncéus festival à Binic-Etables-sur-mer. En octobre 2021, elle est présentée sous la forme d’une maquette en vue d’une création en salle mise en scène par Lena Paugam au festival Fragments. En novembre 2022, deux productions de la pièce voient le jour à une semaine d’intervalle : une mise en scène par Fanny Sintès interprétée par l’autrice Laurène Marx au théâtre de Belleville, et une mise en scène par Lena Paugam interprétée par Hélène Rencurel au théâtre de L’Aire Libre dans le cadre du festival TNB. A la suite d’une polémique liée à la contestation de la légitimité de son interprète non-trans à porter le texte sur scène, la tournée de représentations prévue pour la création de Lena Paugam est annulée pour laisser place à la version portée par l’autrice elle-même.
En 2021, au Théâtre de Lorient – centre dramatique national, Lena Paugam met en scène Andromaque de Jean Racine dans une version intitulée « Je crains de me connaître en l’état où je suis » agrémentée de textes de la metteuse en scène mettant notamment en valeur la place des confidents et le rôle de l’ombre dans l’action tragique.
En 2022, la metteuse en scène choisit une nouvelle fois d’affirmer dans son travail le lien à la musique en créant une version concert d’Ode Maritime de Fernando Pessoa avec le guitariste Yann Barreaud et le batteur Martin Wangermée. Dans cette version musicale du poème sensationnaliste, Lena Paugam interprète le texte en évoluant dans un décor en toiles peintes conçu par la scénographe Anouk Maugein.
En 2022, Lena Paugam répond à une commande de La Scala-Paris proposée à l’initiative de la comédienne Philippe Pierre Brossolette pour adapter et mettre en scène Une Farouche Liberté, livre d’entretiens de l’avocate féministe Gisèle Halimi avec la journaliste Annick Cojean. Le spectacle Gisèle Halimi – Une Farouche Liberté rencontre un vif succès auprès du public. Il est nommé aux Molières en 2024 dans la catégorie « Meilleure comédienne dans un spectacle de théâtre privé » pour la comédienne Ariane Ascaride, interprétant le rôle de Gisèle Halimi. Depuis 2024, il est porté par deux distributions : Ariane Ascaride et Philippine Pierre Brossolette (pour la première version), Hinda Abdelaoui et Marie-Christine Barrault (pour la seconde version).
En 2023, elle écrit la pièce Alice, ou le trouble pour quatorze comédiens en formation à l’Ecole Supérieure d’Art Dramatique de Paris (ESAD-PARIS). Dans le cadre d’une intrigue tournant autour d’une disparition, elle aborde la question de l’inceste, du droit à l’oubli, de l’identité subjective, et des rapports de classe dans la société française contemporaine marquée par la polarisation parisienne des trajectoires. Elle est jouée sous la forme d’une déambulation urbaine dans le cadre du festival Au Summum porté par le Théâtre 13.
En 2024, elle écrit et met en scène la pièce Némo, ou les yeux infinis, librement inspirée de l’univers de la bande dessinée Little Nemo de Winsor McCay, dans le cadre d’un atelier de création théâtrale mené avec le comédien Renaud Tefnin au Théâtre de Lorient – centre dramatique national auprès d’un groupe de huit interprètes en situation de handicap accompagnés par l’institut médico-éducatif de Kerpont, dans le Morbihan (56).
En 2025, avec la poétesse autiste non verbale Babouillec et en collaboration artistique avec le chorégraphe Thierry Thieû Niang, elle crée Ovni rêveur, le corps éparpillé dans la tête au Théâtre de Lorient – centre dramatique national. L’intégralité du processus de création de cette pièce est filmée par la réalisatrice Julie Bertuccelli (cette dernière avait déjà signé un documentaire sur Babouillec, Dernières nouvelles du cosmos, nommé aux Césars en 2017 dans la catégorie « meilleur documentaire ».)
En 2025, Lena Paugam écrit et met en scène Un Lieu Public, spectacle de fin d’études des élèves-comédien.ne.s de la promotion 2025 de l’ESAD-Paris. Pour cette création présentée au Théâtre de la Cité Internationale, elle s’appuie sur un livre de Camila Giorgetti et Serge Paugam, Des Pauvres à la Bibliothèque, issu d’une enquête de terrain réalisé à la Bibliothèque Publique d’Information du Centre Pompidou à laquelle elle a elle-même contribué en tant qu’enquêtrice au cours de l’été 2012.
Depuis 2023, Lena Paugam est artiste associée au Théâtre de Lorient – centre dramatique national. Depuis 2024, elle est associée aux Scènes du Golfe à Vannes. Depuis 2025, elle est également associée à La Comédie de Béthune – centre dramatique national.

### Mises en scène
- 2013 : Simon (Tête d’or – première partie), de Paul Claudel
- 2013 : Détails, de Lars Norén
- 2015 : Et, dans le regard, la tristesse d’un paysage de nuit, d’après Les Yeux bleus, cheveux noirs, de Marguerite Duras
- 2015 - Le 20 novembre, de Lars Norén
- 2016 - Les Sidérées, d’Antonin Fadinard
- 2016 - Les Cœurs tétaniques, de Sigrid Carré Lecoindre
- 2018 - Hedda, de Sigrid Carré Lecoindre
- 2019 - Echo, ou la parole est un miroir muet, de Xavier Maurel
- 2021 - De la disparition des larmes, de Milène Tournier
- 2021 - Je crains de me connaître en l'état où je suis / Andromaque, d'après Jean Racine
- 2022 - Pour un temps sois peu, de Laurène Marx
- 2022 – Gisèle Halimi – Une Farouche Liberté, d’après Gisèle Halimi et Annick Cojean
- 2022 – Ode Maritime, de Fernando Pessoa
- 2023 – Alice, ou le Trouble, de Lena Paugam
- 2025 – Ovni rêveur, le corps éparpillé dans la tête, de Babouillec
- 2025 - Un Lieu Public, de Lena Paugam

### Filmographie
- 2015 : L'Ombre des femmes, de Philippe Garrel (rôle: Elisabeth - nomination pour les Révélations féminines des Césars en 2016)
- 2015 : L'Aveugle et la cardinale, de Frédérick Laurent (Court métrage)
- 2019 : Ma Bataille, de Hugo Benamozig et David Caviglioli (Court métrage)